# یگان پشتیبانی اطلاعاتی نیروی زمینی ایالات متحده آمریکا
یگان پشتیبانی اطلاعاتی نیروی زمینی ایالات متحدهٔ آمریکا (انگلیسی: Intelligence Support Activity) یک نیروی عملیات ویژه نیروی زمینی ارتش آمریکا است که زیر نظر فرماندهی اطلاعات و امنیت ارتش آمریکا قرار دارد. وظیفهٔ این نیرو جمع‌آوری اطلاعات برای استفاده عملیاتی توسط دیگر نیروهای ویژه ایالات متحده آمریکا مانند نیروی دلتا و گروه توسعه جنگاوری ویژه نیروی دریایی می‌باشد.